# Dance (Glass)
Pour les articles homonymes, voir Dance.
Dance de Philip Glass est un ensemble de pièces musicales pour instruments et voix composées en 1978 pour accompagner l'œuvre chorégraphique Dance de Lucinda Childs. Écrites dans le style de la musique minimaliste les œuvres furent créées en même temps que la chorégraphie le 19 octobre 1979 à Amsterdam aux Pays-Bas.

## Historique
Philip Glass et Lucinda Childs, amis et collaborateurs de longue date, avaient réalisé ensemble la musique et la chorégraphie de l'opéra-théâtre-danse Einstein on the Beach mis en scène par Bob Wilson en 1976. Childs, qui souhaitait une musique répétitive pour ce qui deviendra l'une de ses pièces les plus célèbres, demande à Glass de lui composer une partition d'une quarantaine de minutes pour rythmer les arabesques mathématiques et austères de Dance soutenues par un film de Sol LeWitt. Il décide d'ajouter, à deux pièces pour orgue seul qu'il avait déjà composées (Dance no 2, alors intitulée Fourth Series Part II, et Dance no 4), trois autres mouvements pour ensemble instrumental et voix. 
La première mondiale de la pièce chorégraphique et donc musicale a eu lieu le 19 octobre 1979 à Amsterdam aux Pays-Bas avant sa création américaine le 29 octobre 1979 à la Brooklyn Academy of Music de New York aux États-Unis, cocommissionnaire de l'œuvre.

## Structure
Dance est une œuvre structurée en cinq mouvements :
1. Dance no 1 - 19 min 30 s
2. Dance no 2 – 23 min
3. Dance no 3 - 18 min 30 s
4. Dance no 4 - 23 min 30 s
5. Dance no 5 – 20 min

Son exécution est d'une durée variable dont l'intégralité dure environ 100 minutes. Elle est composée pour orgue farfisa, claviers, trois flûtes et piccolo (Dance no 1) ou trois saxophones basse, alto, ténor (Dance no 3 et 5) et voix. Dance no 2 et 4 sont pour orgue solo.

## Discographie sélective
- Dance no 1-5, par le Philip Glass Ensemble dirigé par Michael Riesman, chez Sony Records, 2003.